# Viking Kronos
| Årets häst    |                |                |
| 1997          | 1998           | 1999           |
| Kramer Boy    | Viking Kronos  | Fridhems Ambra |
| Johnny Takter | Lutfi Kolgjini | Ove Ousbäck    |

Viking Kronos, född 8 februari 1995 i Italien, död 9 juni 2023 på Vombs Nygård, var en italiensk varmblodig travhäst som tränades och kördes av Lutfi Kolgjini. Han var Kolgjinis första stora stjärnhäst. Efter karriären var han avelshingst och har lämnat efter sig stjärnor som Maharajah, Raja Mirchi, Triton Sund, Joke Face och Going Kronos.
2018 valdes han in i Travsportens Hall of Fame.

## Karriär

### Tävlingskarriär
Lutfi Kolgjini köpte Viking Kronos för 360 000 kronor på en hästauktion i Milano i Italien 1995. Viking Kronos var obesegrad i sina nio första starter. Totalt vann han 12 av de 14 starter han gjorde.
Den 29 augusti 1998 vann Viking Kronos E3-finalen på Örebrotravet, före bland andra Gidde Palema. Detta lopp kom att bli det sista lopp Viking Kronos gjorde i Sverige och det näst sista loppet i hans karriär.

### Avelskarriär
Viking Kronos fick avsluta sin karriär tidigare än väntat efter att han skadades i Italienska Derbyt den 11 oktober 1998. Han var därefter avelshingst och har i aveln lämnat efter sig flera duktiga tävlingshästar, bland andra Going Kronos, Joke Face, Raja Mirchi, Fama Currit, Thai Tanic, Triton Sund, Order by Fax, Maharajah och Mellby Viking. Han var även far till Caddie Dream som i sin tur är mor till hästar som Readly Express och Caddie Lisieux. Den 27 oktober 2006 blev Viking Kronos utsedd till Elithingst för sin utomordentligt goda förärvning som avelshingst. Viking Kronos var Kolgjinis första stora stjärnhäst och den häst som Kolgjini själv anser har betytt överlägset mest för hans verksamhet.
Totalt sprang Viking Kronos in 6 miljoner kronor under sina totalt 14 starter.
I juli 2018 valdes han in i Travsportens Hall of Fame.

## Statistik
| Statistik för Viking Kronos (Ref.) | Statistik för Viking Kronos (Ref.) | Statistik för Viking Kronos (Ref.) | Statistik för Viking Kronos (Ref.) | Statistik för Viking Kronos (Ref.) | Statistik för Viking Kronos (Ref.) |
| ---------------------------------- | ---------------------------------- | ---------------------------------- | ---------------------------------- | ---------------------------------- | ---------------------------------- |
| Starter                            | Placeringar                        | Startprissumma                     | Segerprocent                       | Platsprocent                       | Rekord                             |
| 14                                 | 12-1-0                             | 6 128 108 kr                       | 86 %                               | 93 %                               | 12,1ak, 13,7am,                    |

### Löpningsrekord
| Datum           | Bana     | Lopp                   | Tid    | Distans | Startmetod | Kusk           |
| --------------- | -------- | ---------------------- | ------ | ------- | ---------- | -------------- |
| 18 augusti 1998 | Gävle    | Uttagningslopp till E3 | 1.12,1 | 1640 m  | autostart  | Lutfi Kolgjini |
| 10 juli 1998    | San Siro | Gran Premio Nazionale  | 1.13,7 | 2100 m  | autostart  | Lutfi Kolgjini |

### Starter
| Nr | Datum             | Lopp                                 | Bana              | Kusk             | Odds | Tid    | Distans | Plac. | Vinstbelopp   | Ref.        |
| -- | ----------------- | ------------------------------------ | ----------------- | ---------------- | ---- | ------ | ------- | ----- | ------------- | ----------- |
| 1  | 14 september 1997 | Premio Badia A Passaigna             | Montecatini Terme | Lutfi Kolgjini   | 13   | 1.16,9 | 1 640 m | 1     | 38 455 SEK    | [ 7 ] [ 8 ] |
| 2  | 26 september 1997 | Premio Ferrara                       | San Siro          | Lutfi Kolgjini   | 13   | 1.14,4 | 1 600 m | 1     | 121 440 SEK   | [ 7 ] [ 8 ] |
| 3  | 11 oktober 1997   | Premio Criterium Arcoveggio          | Acroveggio        | Lutfi Kolgjini   | 11   | 1.15,5 | 1 660 m | 1     | 188 185 SEK   | [ 7 ] [ 8 ] |
| 4  | 26 oktober 1997   | Premio XIV Criterium Veneto          | Padova            | Lutfi Kolgjini   | 11   | 1.14,6 | 1 640 m | 1     | 184 180 SEK   | [ 7 ] [ 8 ] |
| 5  | 22 november 1997  | Gran Criterium Memorial Piero Biondi | San Siro          | Lutfi Kolgjini   | 11   | 1.15,2 | 1 600 m | 1     | 910 800 SEK   | [ 9 ]       |
| 6  | 7 december 1997   | Gran Premio Allevatori               | Capannelle        | Lutfi Kolgjini   | 11   | 1.15,6 | 2 100 m | 1     | 1 113 200 SEK | [ 7 ] [ 8 ] |
| -  | 3 mars 1998       | Kvallopp                             | Jägersro          | Lutfi Kolgjini   | str. | str.   | 2 140 m | str.  | 0 SEK         | [ 10 ]      |
| -  | 10 mars 1998      | Kvallopp                             | Jägersro          | Lutfi Kolgjini   | gdk  | 1.16,7 | 2 140 m | -     | 0 SEK         | [ 11 ]      |
| 7  | 24 mars 1998      | Elitserien II                        | Jägersro          | Lutfi Kolgjini   | 10   | 1.14,6 | 2 140 m | 1     | 40 000 SEK    | [ 12 ]      |
| 8  | 12 april 1998     | Gran Premio Tito Giovanardi          | Modena            | Lutfi Kolgjini   | 10   | 1.15,6 | 1 600 m | 1     | 621 000 SEK   | [ 7 ] [ 8 ] |
| 9  | 1 maj 1998        | Premio O Elwood Medium               | Padova            | Lennart Forsgren | 12   | 1.15,1 | 1 640 m | 1     | 414 000 SEK   | [ 7 ] [ 8 ] |
| 10 | 7 juni 1998       | Premio Etruria                       | Florens           | Lutfi Kolgjini   | 11   | 1.14,9 | 1 660 m | 2     | 158 400 SEK   | [ 7 ] [ 8 ] |
| 11 | 10 juli 1998      | Gran Premio Nazionale                | San Siro          | Lutfi Kolgjini   | 11   | 1.13,7 | 2 100 m | 1     | 1 035 000 SEK | [ 7 ] [ 8 ] |
| 12 | 18 augusti 1998   | Uttagningslopp till E3               | Gävle             | Lutfi Kolgjini   | 10   | 1.12,1 | 1 640 m | 1     | 50 000 SEK    | [ 13 ]      |
| 13 | 29 augusti 1998   | E3, final                            | Örebro            | Lutfi Kolgjini   | 12   | 1.12,9 | 1 640 m | 1     | 800 000 SEK   | [ 14 ]      |
| 14 | 11 oktober 1998   | Derby italiano di trotto             | Capannelle        | Lutfi Kolgjini   | -    | 1.14,5 | 2 100 m | 4     | 245 700 SEK   | [ 7 ] [ 8 ] |

## Stamtavla
| Efter American Winner 1990 | Super Bowl 1969      | Star's Pride 1947    | Worthy Boy     |
| Efter American Winner 1990 | Super Bowl 1969      | Star's Pride 1947    | Stardrift      |
| Efter American Winner 1990 | Super Bowl 1969      | Pillow Talk 1962     | Rodney         |
| Efter American Winner 1990 | Super Bowl 1969      | Pillow Talk 1962     | Bewitch        |
| Efter American Winner 1990 | B.J.'s Pleasure 1983 | Speedy Somolli 1975  | Speedy Crown   |
| Efter American Winner 1990 | B.J.'s Pleasure 1983 | Speedy Somolli 1975  | Somolli        |
| Efter American Winner 1990 | B.J.'s Pleasure 1983 | Matina Hanover 1969  | Speedy Count   |
| Efter American Winner 1990 | B.J.'s Pleasure 1983 | Matina Hanover 1969  | Matora Hanover |
| Undan Conch 1982           | Bonefish 1972        | Nevele Pride 1965    | Star's Pride   |
| Undan Conch 1982           | Bonefish 1972        | Nevele Pride 1965    | Thankful       |
| Undan Conch 1982           | Bonefish 1972        | Exciting Speed 1965  | Speedster      |
| Undan Conch 1982           | Bonefish 1972        | Exciting Speed 1965  | Expression     |
| Undan Conch 1982           | Vikings Venus 1967   | A.C.'s Viking 1959   | Hoot Mon       |
| Undan Conch 1982           | Vikings Venus 1967   | A.C.'s Viking 1959   | Volo A.C.      |
| Undan Conch 1982           | Vikings Venus 1967   | Carmita Hanover 1955 | Star's Pride   |
| Undan Conch 1982           | Vikings Venus 1967   | Carmita Hanover 1955 | Cathey         |